# Oppland
 Ikke at forveksle med Uppland.
Oppland er er et tidligere fylke i Norge, der ved Regionsreformen i Norge, sammen med Hedmark, blev sammenlagt til det nye fylke, Innlandet.. Befolkningstallet i 2002 var på 183.235 indbyggere, svarende til 4,0 % af landets befolkning. Arealet er på 25.191 kvadratkilometer. Administrationen er placeret i Lillehammer. Norges højeste bjergtop, Galdhøpiggen, ligger i Oppland. Innlandet er det eneste fylke i Norge uden kystlinje.
Gotisk: {\displaystyle {\mathfrak {Chriftians}}~{\mathfrak {}}~{\mathfrak {Amt}}~} eller {\displaystyle {\mathfrak {Veft-Oplandenes}}~{\mathfrak {}}~{\mathfrak {Amt}}~}

Skrevet med f, da fonten ikke har f-varianten af s (f uden horisontal streg).
Fra 11. april 1781 gik området under navnet Christians Amt, opkaldt efter Christian 7., efter deling af "Oplandenes Amt" i Hedemarkens og Christians Amter. I slutningen af 1800-tallet ændredes stavemåden til Kristians Amt. Navnet blev i 1919 ændret til Opland fylke, fra 1949 skrevet Oppland.

## Kommuner
Det tidligere Oppland fylke havde 26 kommuner:
| 1. Dovre 2. Etnedal 3. Gausdal 4. Gjøvik 5. Gran 6. Jevnaker 7. Lesja 8. Lillehammer 9. Lom 10. Lunner 11. Nord-Aurdal 12. Nord-Fron 13. Nordre Land | 1. Østre Toten 2. Øyer 3. Øystre Slidre 4. Ringebu 5. Sel 6. Skjåk 7. Søndre Land 8. Sør-Aurdal 9. Sør-Fron 10. Vågå 11. Vang 12. Vestre Slidre 13. Vestre Toten |